# Веденко, Виктор Антонович
Ви́ктор Анто́нович Веде́нко (22 октября 1910, Висунск, Херсонская губерния — 26 июня 1944, Шумилинский район, Витебская область) — советский офицер, участник Великой Отечественной войны, командир стрелковой роты 334-го стрелкового полка 47-й стрелковой Невельской ордена Суворова дивизии 6-й гвардейской армии 1-го Прибалтийского фронта, Герой Советского Союза (22.07.1944), лейтенант.

## Биография
Родился 9 (22) октября 1910 года в селе Висунск ныне Березнеговатского района Николаевской области Украины в крестьянской семье. Украинец.
Образование начальное. Работал трактористом, бригадиром полеводческой бригады на родине.
В Красную армию призван в 1941 году Санчуровским райвоенкоматом Николаевской области Украинской ССР. В действующей армии с июня 1941 года. В 1943 году стал офицером, окончив курсы младших лейтенантов. Член ВКП(б) с 1943 года.
Командир стрелковой роты 334-го стрелкового полка (47-я стрелковая дивизия, 6-я гвардейская армия, 1-й Прибалтийский фронт) лейтенант Виктор Веденко особо отличился в боях за станцию Оболь Витебской области Белоруссии.
26 июня 1944 года вверенная лейтенанту Веденко стрелковая рота овладела станцией и отразила пять контратак неприятеля. Командир роты Веденко погиб в этом бою.
Похоронен на кладбище № 2 в 500-х метрах северо-западнее деревни Плитовка 1-я Сиротинского района Витебской области. Перезахоронен в посёлке городского типа Оболь, где установлен обелиск.
Указом Президиума Верховного Совета СССР от 22 июля 1944 года за образцовое выполнение боевых заданий командования на фронте борьбы с немецкими захватчиками и проявленные при этом мужество и геройство лейтенанту Веденко Виктору Антоновичу посмертно присвоено звание Героя Советского Союза.

## Награды
- Медаль «Золотая Звезда» Героя Советского Союза.
- Орден Ленина.
- Орден Красного Знамени.
- Орден Красной Звезды.
- Медали.

## Память
- Именем Героя Советского Союза В. А. Веденко названа улица в Оболи.
- Имя Веденко Виктора Антоновича присвоено Снигиревской образцовой автомобильной школе ДОСААФ Николаевской области[1].